# Juan Pecci (actor)
Juan Pecci (Buenos Aires, Argentina; ¿? - Id; 19 de mayo de 1952) fue un actor secundario de cine y teatro argentino.

## Carrera
Juan Pecci fue un destacado actor de reparto con una extensa filmografía  desde fines de la década de 1940. Entre sus actuaciones más recordables se cuentan las cumplidas en El viejo Hucha (1942), Arrabalera (1950), Suburbio (1951) y Sala de guardia (1952).
En teatro integró la Compañía de Comedias Argentinas del genial Florencio Parravicini, con quien hizo obras como Melgarejo, estrenado en el Teatro Argentino en 1920.

## Filmografía
- Sala de guardia (1952)
- Marido de ocasión (1952)
- Mi hermano Esopo (Historia de un Mateo) (1952)
- La comedia inmortal (1951)
- Die Göttin vom Rio Beni o Mundo extraño (1951)
- Suburbio (1951)
- Abuso de confianza (1950)
- Arrabalera (1950)
- A La Habana me voy (1950)
- La barca sin pescador (1950)
- Un pecado por mes (1949)
- Miguitas en la cama (1949)
- La Secta del trébol (1948)
- El misterioso tío Silas (1947) Peter
- A sangre fría (1947) Farmacéutico
- Navidad de los pobres (1947) El padre
- El pecado de Julia (1946)
- Tres millones... y el amor (1946)
- Besos perdidos (1945)
- El viejo Hucha (1942)
- Cantando llegó el amor (1938)
- Melgarejo (1937)
- ¡Segundos afuera! (1937)

## Teatro
- Melgarejo (1920)